# Полемика
Полемика (грч. πόλεμος, Polemos — суочавање, конфликт, рат) означава оштре расправе у оквиру политичких, књижевних или научних дискусија. Полемичко новинарство је уобичајено у земљама гдје клевете законски нису строго кажњиве.
Полемизирати значи борити се против другог мишљења. Полемичар не жели консензус, него жели победити у реторичким натечају. Као супротност полемици понекад се спомиње апологија.
Карактеристике полемике често су оштре и директне изјаве, а често и особни напади с циљем демаскирања противника.
Често се износе претеривања, ироније и сарказми са циљем умањивања противникове веродостојност, његовог угледа и евентуално и његовог интегритета.
Полемика је често негативно конотирана иако је у неком погледу један од темеља парламентарне демократије: Предизборна трка без полемике не би постојала као таква. 